# Вилла Поджо-а-Кайано
О других виллах Медичи см. Вилла Мадама, Вилла Кастелло.
Вилла Поджо-а-Кайано (итал. Villa di Poggio a Caiano) — одна из вилл (загородных домов) семьи Медичи, правителей Флоренции. Расположена в селении Поджо-а-Кайано итальянской провинции Прато, в 9 км к югу от города Прато, Тоскана.
Этому памятнику принадлежит выдающееся место в истории архитектуры итальянского Возрождения. Архитектура виллы отражает отход от средневековой традиции строительства укреплённых загородных резиденций в пользу гармонирующих с природой особняков тосканской аристократии. В сущности, это была первая типично итальянская вилла в истории послеантичной Европы.

## История

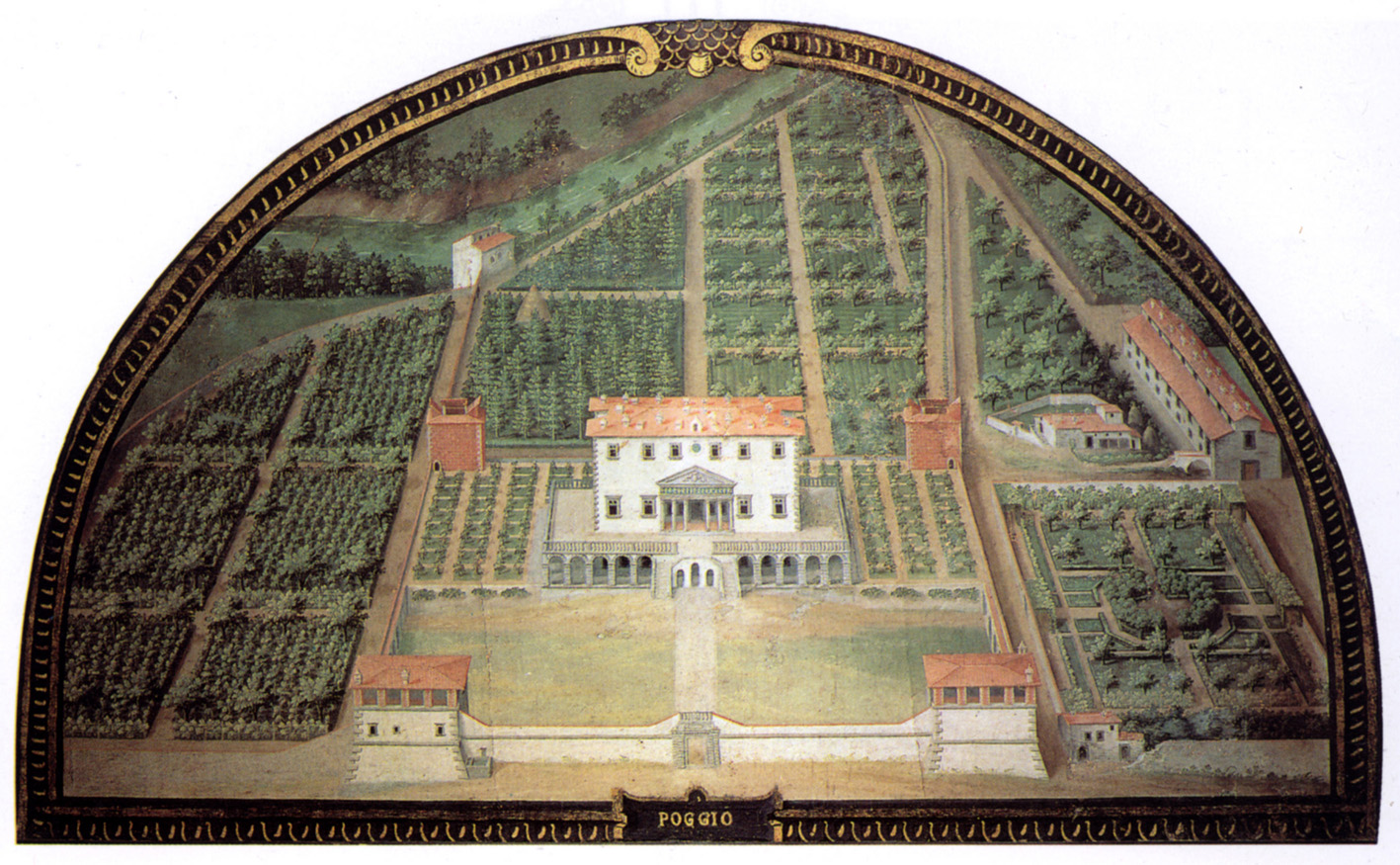
Дж. Утенс. Вилла Поджо-а-Кайано. Галерея Виллы Петрайя

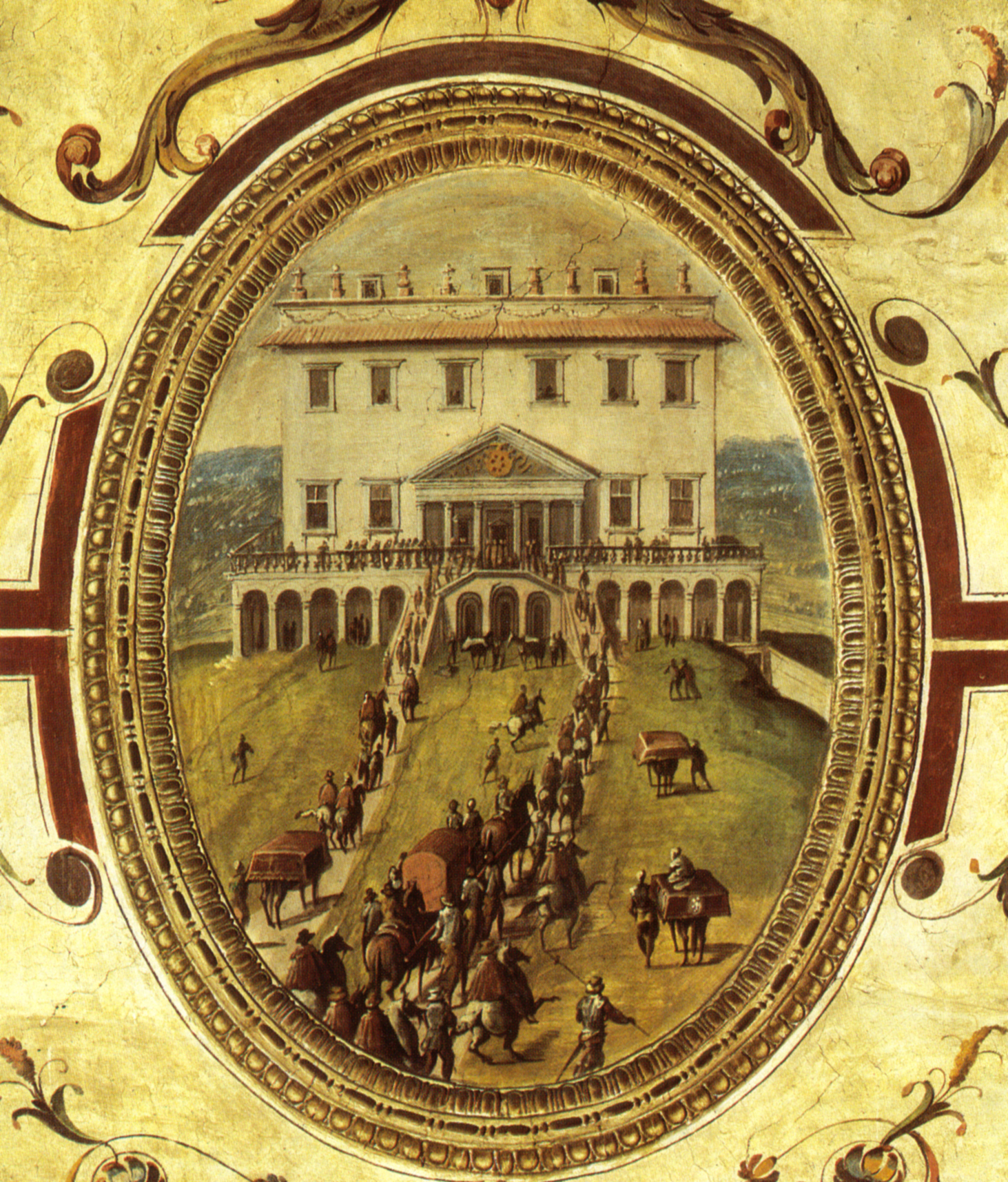
Я. ван дер Страт. Элеонора Толедская вступает на виллу Поджо-а-Кайано. Фреска. Палаццо Веккьо, Флоренция

В 1473 году разрушенный дом в Поджо-а-Кайано под названием «Амбра», а также земля и мельница, принадлежавшие Джованни ди Паоло Ручеллаи, были приобретены Лоренцо Медичи Великолепным. Вначале были проведены только сельскохозяйственные работы; затем в 1485 году начались работы над самой виллой по проекту Джулиано да Сангалло, который создал вокруг центрального двора большой четырехугольный в плане загородный дом.
После смерти герцога Лоренцо Медичи Великолепного в 1492 году достройкой и украшением виллы озаботился его сын Джованни — будущий папа Лев X. В 1515—1519 годах частичной перестройкой виллы занимался архитектор Никколо Триболо, работавший также для семьи Медичи во Флоренции и на виллах Ла Петрайя и Кастелло. Триболо расширял конюшни и служебные постройки, устраивал фонтаны, устанавливал статуи.
Виллу в Поджо-а-Кайано использовали и последующие члены семьи Медичи. В 1587 году Бьянка Каппелло и Франческо I Медичи, великий герцог Тосканский, умерли там с разницей в один день после непродолжительных болезней, что подняло до настоящего времени нерешённый вопрос об их возможном отравлении братом Франческо Фердинандом, который стал преемником Франческо под именем Фердинандо I Медичи, великий герцог Тосканский.
В XVII и XVIII веках виллу расширяли архитекторы Джованни Руджери и Антонио Мария Ферри. Значительные улучшения в садах были также проведены после того, как вилла перешла во владение Марии Луизы, королевы Этрурии.
Позднее вилла была отремонтирована и использовалась первым королём объединённой Италии Виктором Эммануилом II. После объединения Италии интерьеры виллы были обставлены изысканной мебелью из королевских дворцов Модены, Пьяченцы, Пармы, Турина, Лукки и Болоньи и использовались в качестве резиденции Савойской династией. В 1919 году вилла была подарена итальянскому государству. После длительного периода запустения в 1984 году она стала национальным музеем, прошла реставрацию и открыта для посещения.

## Архитектура и произведения искусства
Вилла построена в живописной местности на вершине холма. Здание имеет оригинальную композицию: оно окружено галереей, образующей по фасадам «нижнюю лоджию». Центральный колонный портик второго «благородного» этажа (piano nobile), увенчан треугольным фронтоном. Он создаёт вторую, «верхнюю лоджию». Нижний и верхний уровни соединяет эффектная двумаршевая лестница. «Тосканский колорит» придаёт зданию сильно выступающий венчающий карниз и монументальные часы на кровле. Антаблемент портика оформлен майоликовым фризом, приписываемым Андреа Сансовино. Углы акцентированы лёгким рустом. Лестница пристроена к зданию в 1807 по проекту П. Поччанти.
Во времена папы Льва X (Джованни Медичи) (1513—1521) были начаты работы по оформлению новых интерьеров. Росписи осуществляли выдающиеся флорентийские мастера того времени: Якопо Понтормо, Андреа дель Сарто, Франчабиджо. Росписи были завершены примерно пятьдесят лет спустя Алессандро Аллори и Джованни Мария Буттери. В XIX в. вестибюль первого этажа и некоторые другие комнаты были расписаны фресками в неоклассическом стиле под руководством Луиджи Катани.
Главной достопримечательностью виллы являются фрески Понтормо. Необычна по форме и содержанию фреска Понтормо «Времена года» в люнете главного салона виллы, выполненная в 1520—1521 годах. Историки живописи долго спорили об аллегорическом смысле изображённых на ней фигур в непринуждённых позах, представляющих, скорее всего, божеств смены времён года Вертумна и Помону. Это один из редких в тосканской живописи Возрождения примеров пейзажа и жанровой сценки, да ещё и соединённых в одной композиции, в которой уже присутствует «какой-то своеобразный оттенок, вносящий диссонанс в мир классической гармонии». П. П. Муратов в «Образах Италии» посвятил фреске Понтормо несколько восторженных страниц; он увидел в ней «занавес» эпохи Высокого Возрождения во Флоренции, если не во всей Италии.

## Галерея

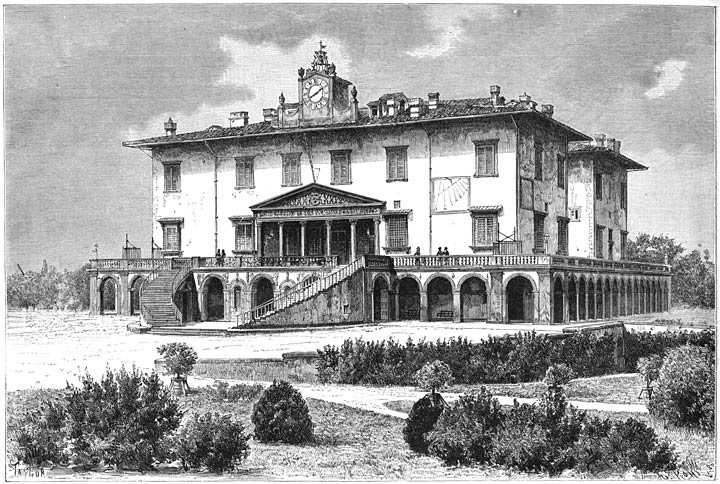
Вилла Медичи в Поджо-а-Кайано. Фототипия 1886 г.
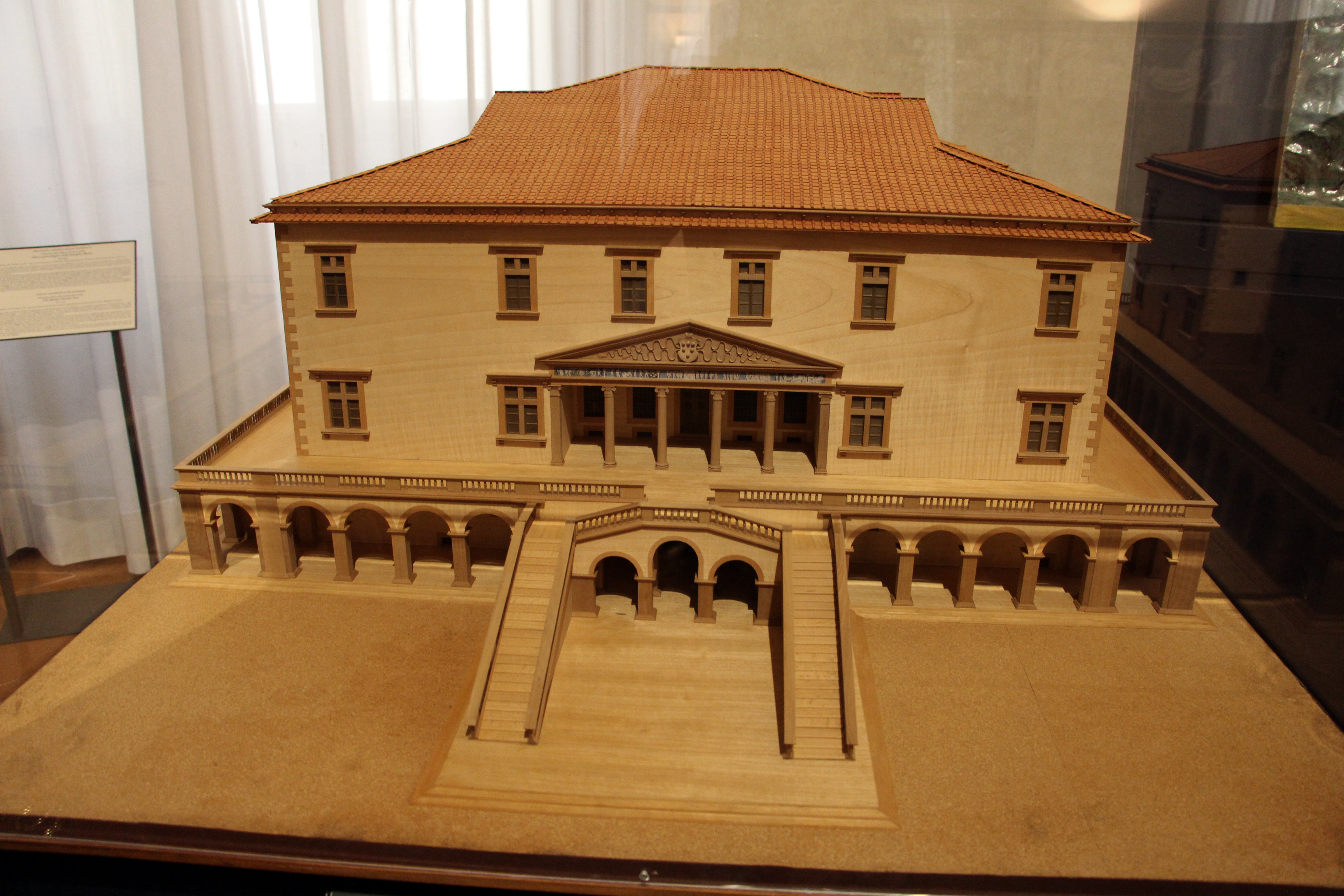
Модель виллы по проекту Джулиано да Сангалло
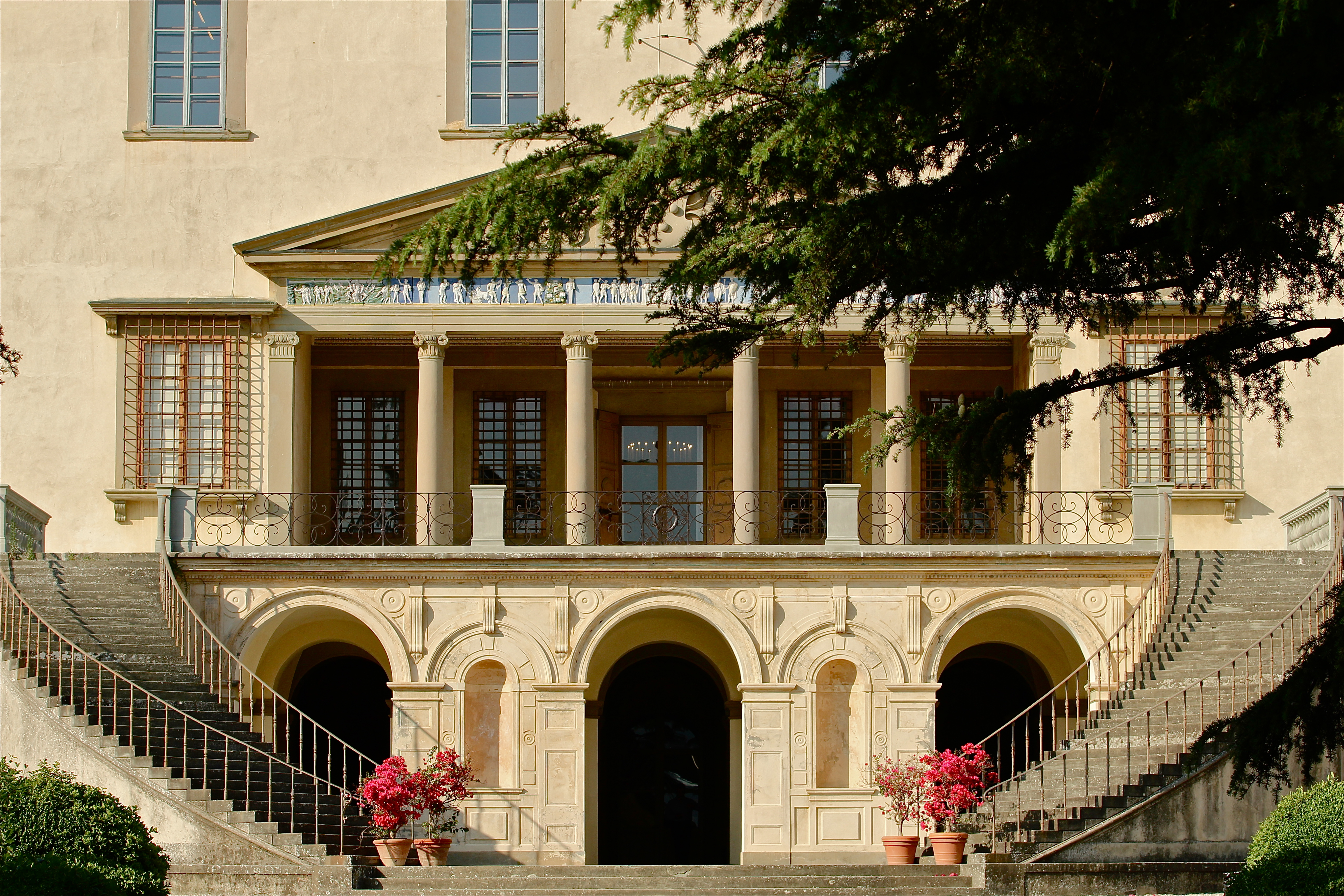
Главный фасад. Лоджетта Лауренциана
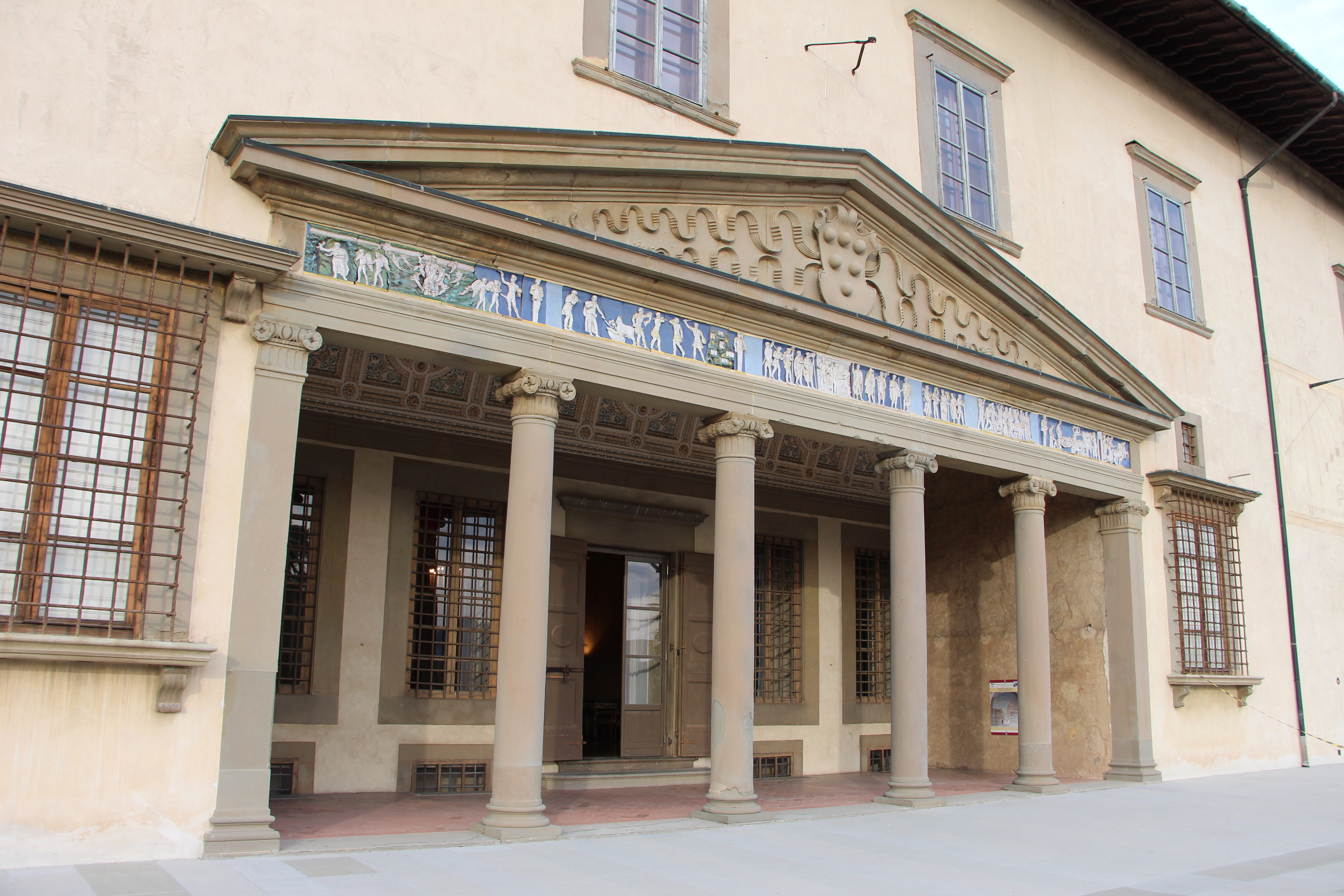
Лоджетта Лауренциана
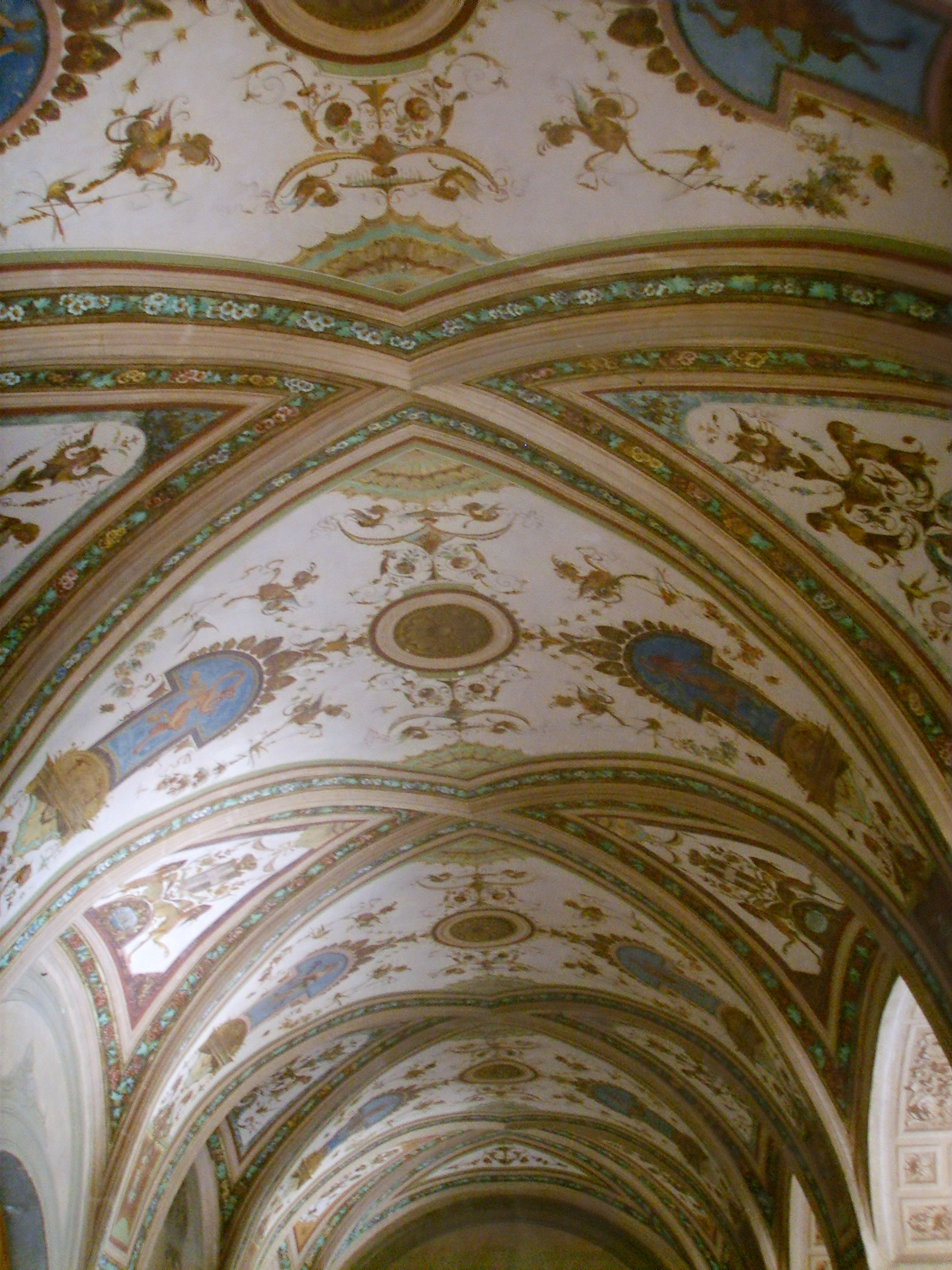
Росписи гротесками свода нижней лоджии
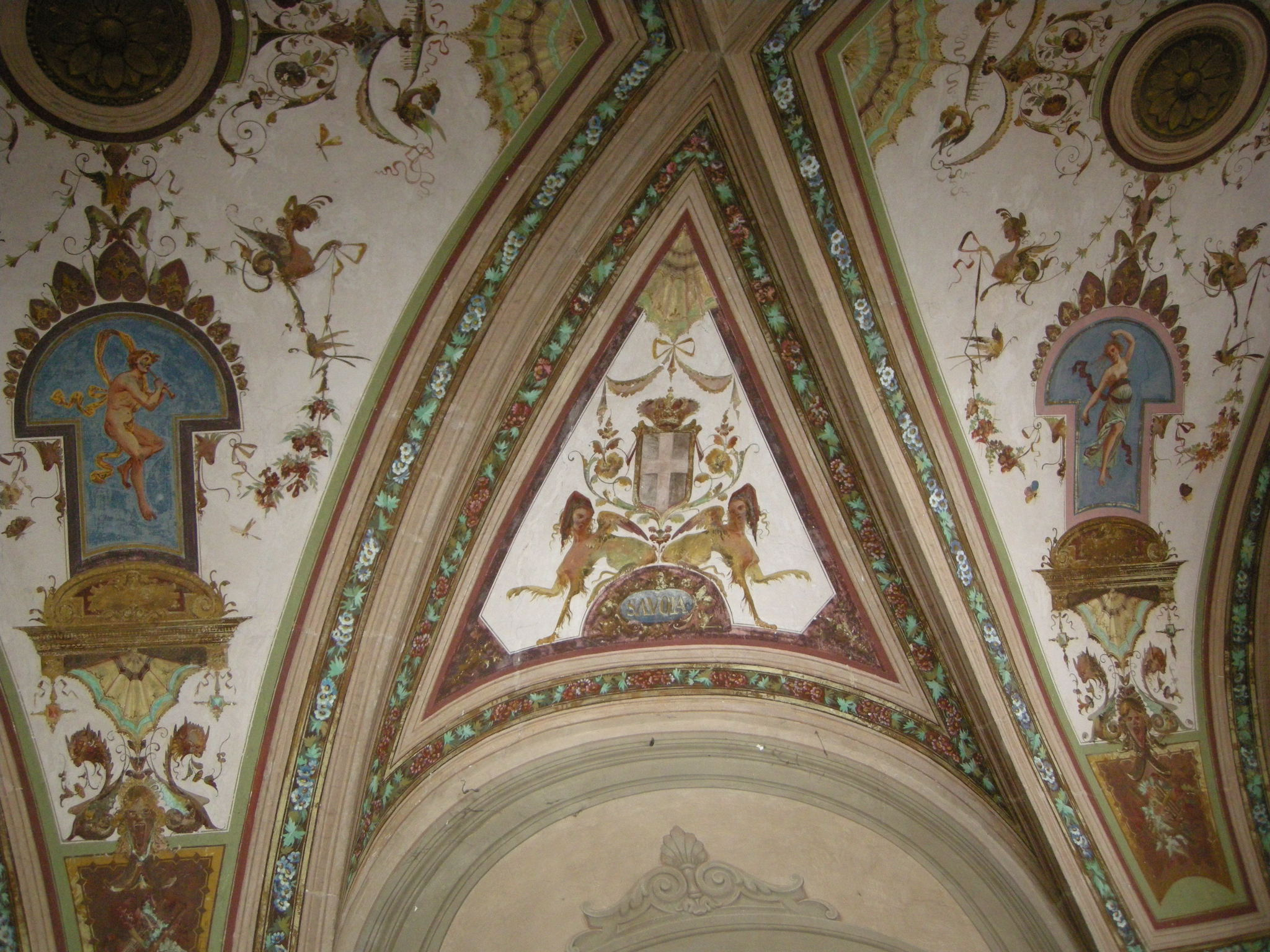
Деталь росписи
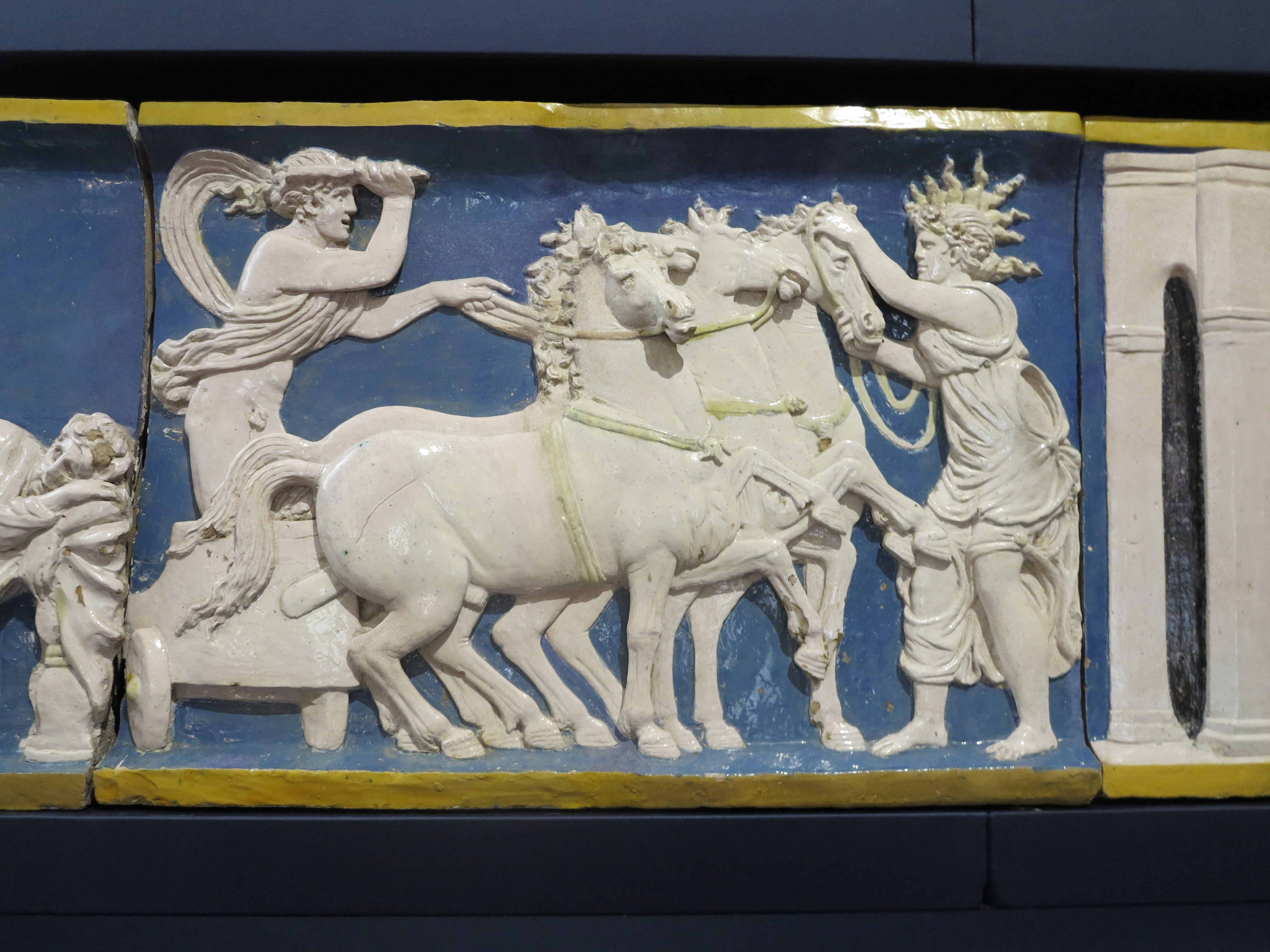
Деталь фриза. Аллегория Ночи (смерти)
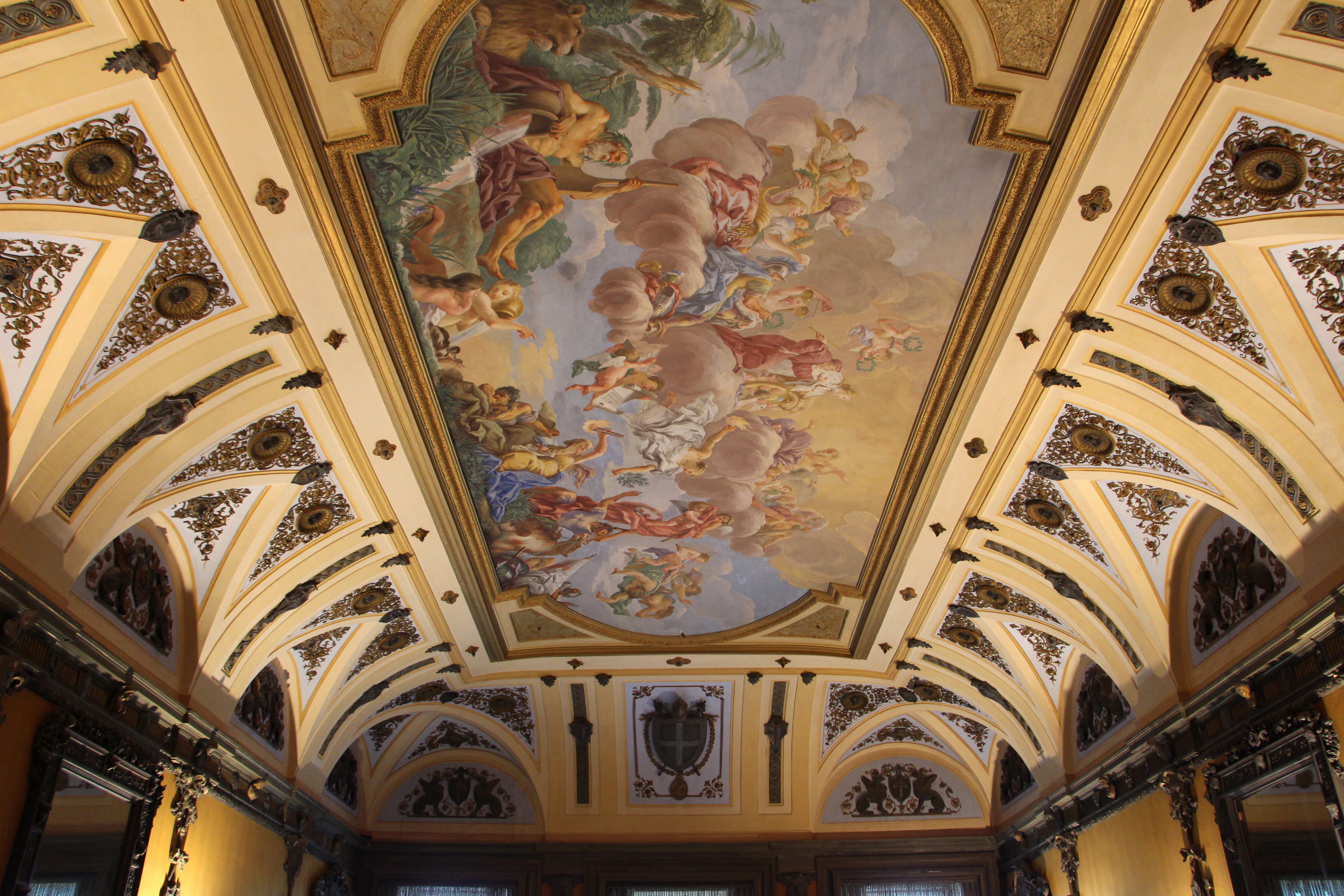
А. Д. Габбиани. Апофеоз Козимо Медичи Старого. Роспись плафона. 1698
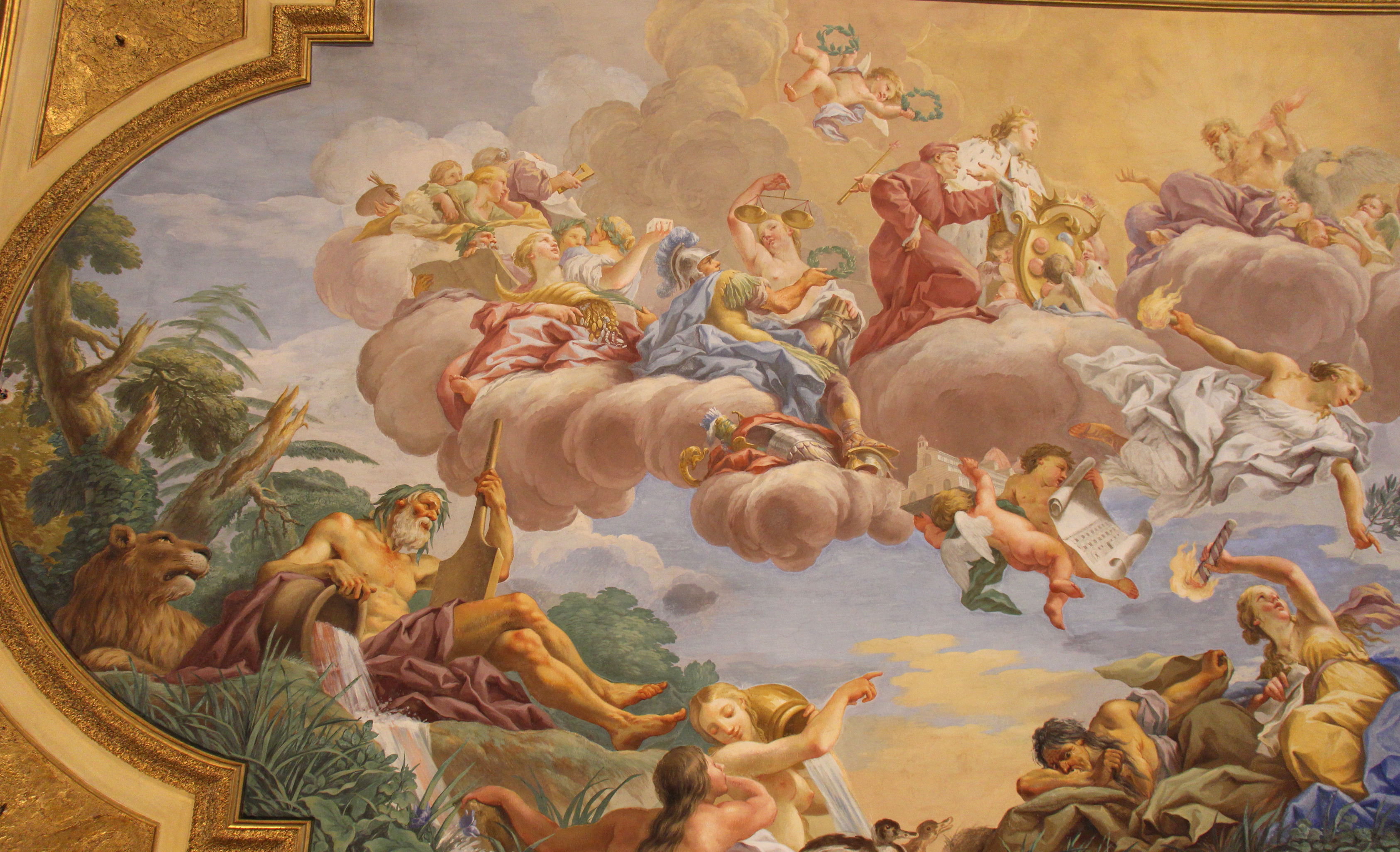
Деталь росписи
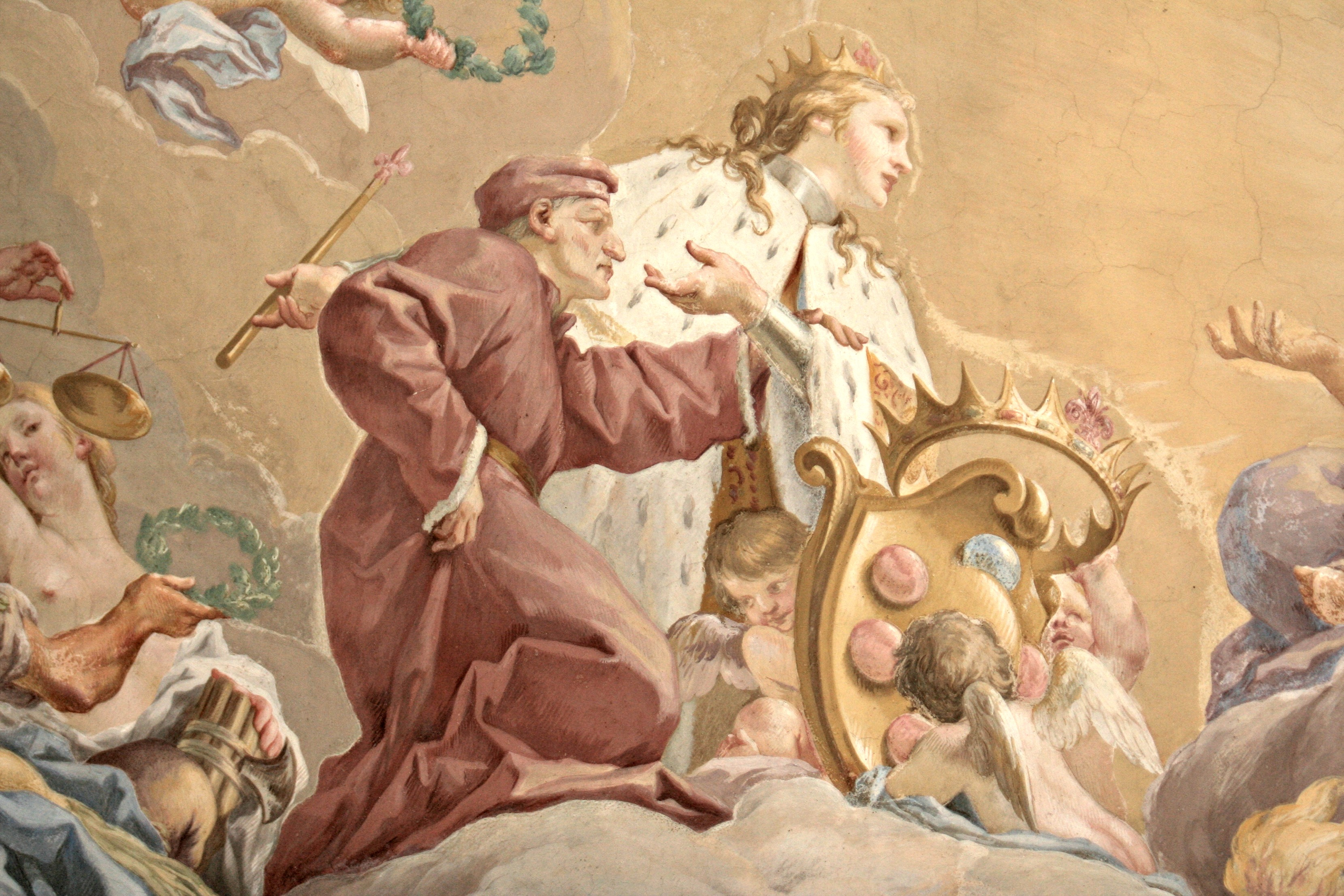
Деталь росписи
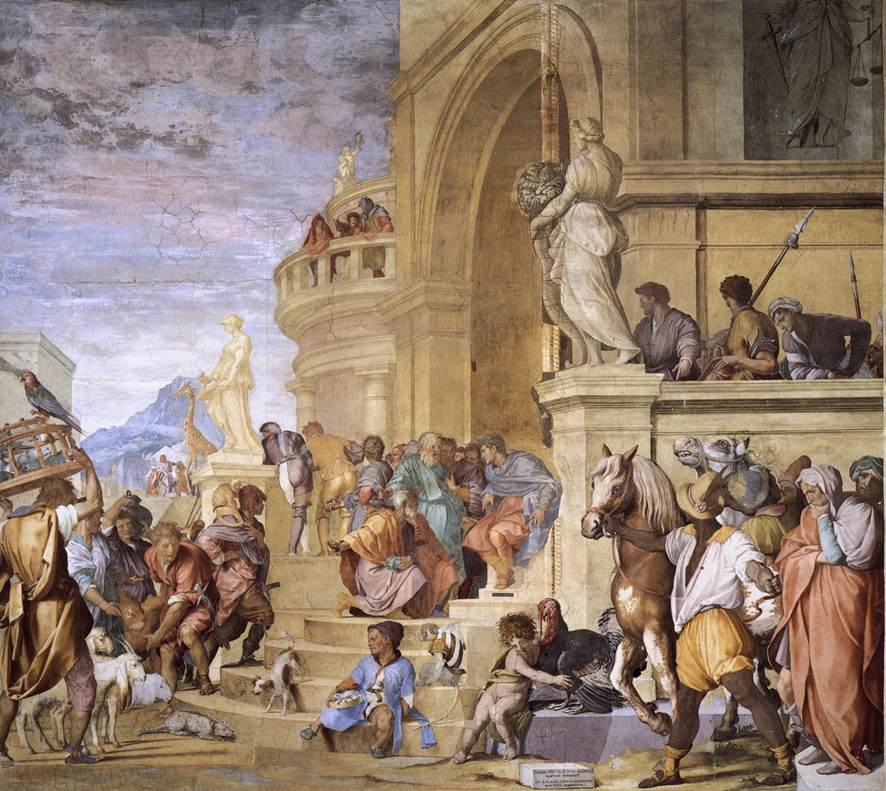
Андреа дель Сарто, А. Аллори. Триумф Цезаря. Ок. 1520. Фреска Салона Льва X
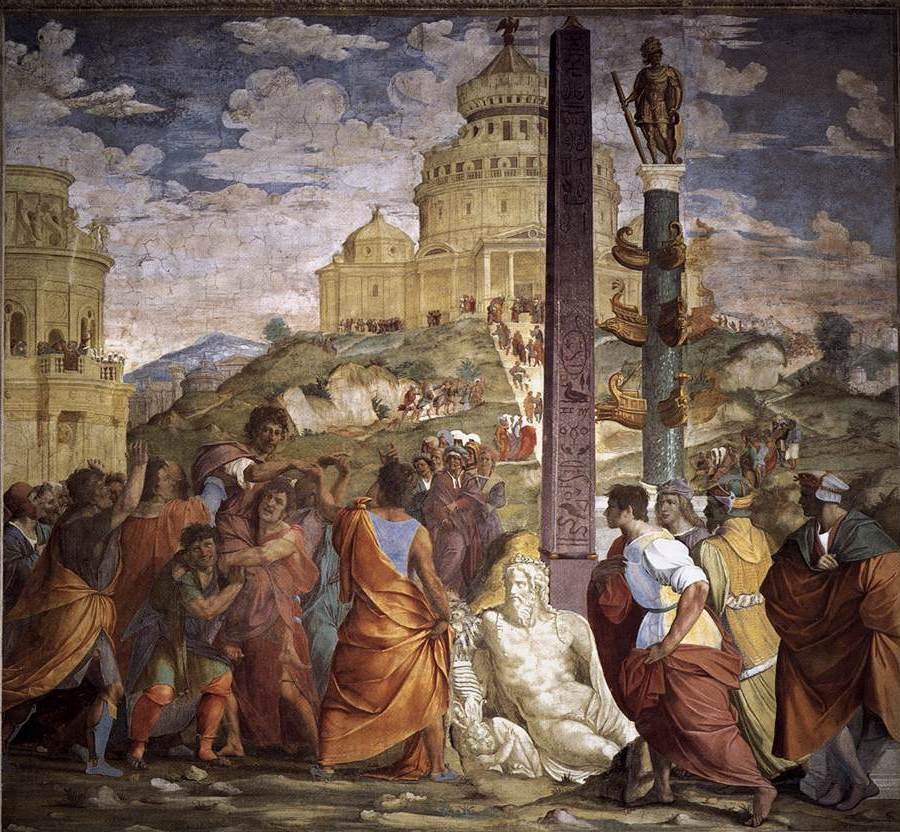
Франчабиджо, А. Аллори. Триумф Цицерона. Ок. 1520. Фреска Салона Льва X
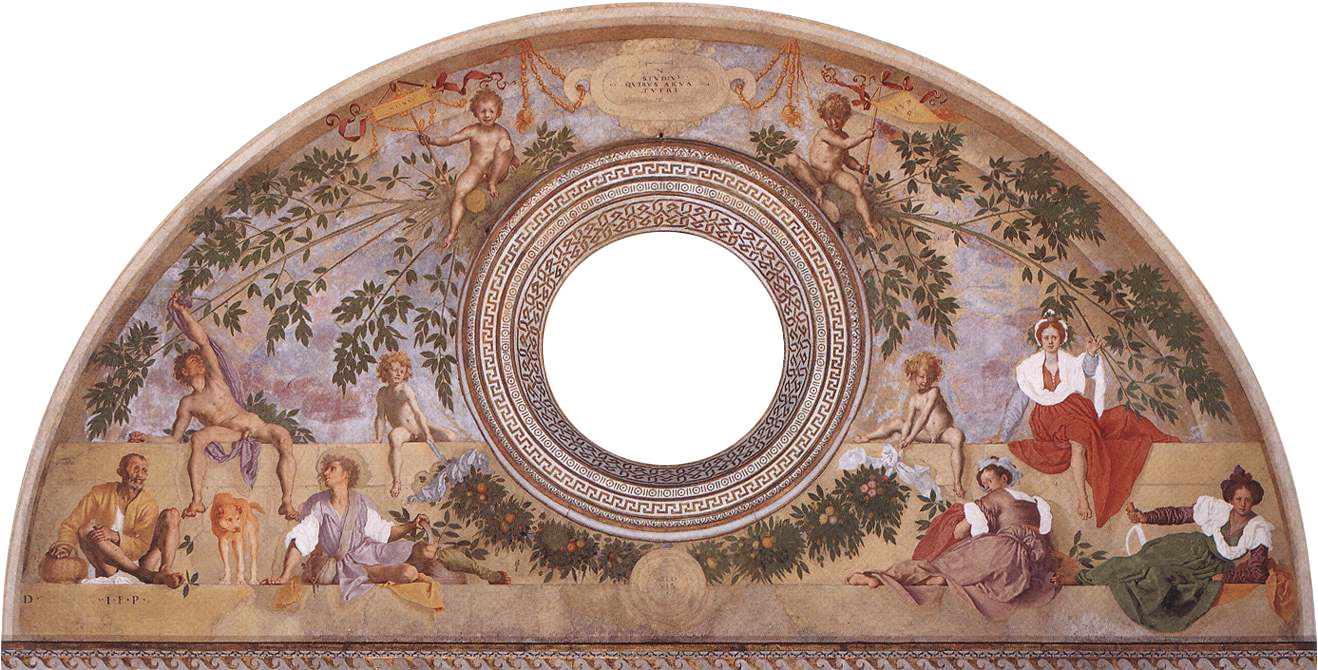
Понтормо. Времена года (Вертумн и Помона). 1520—1521. Фреска люнета Салона Льва X
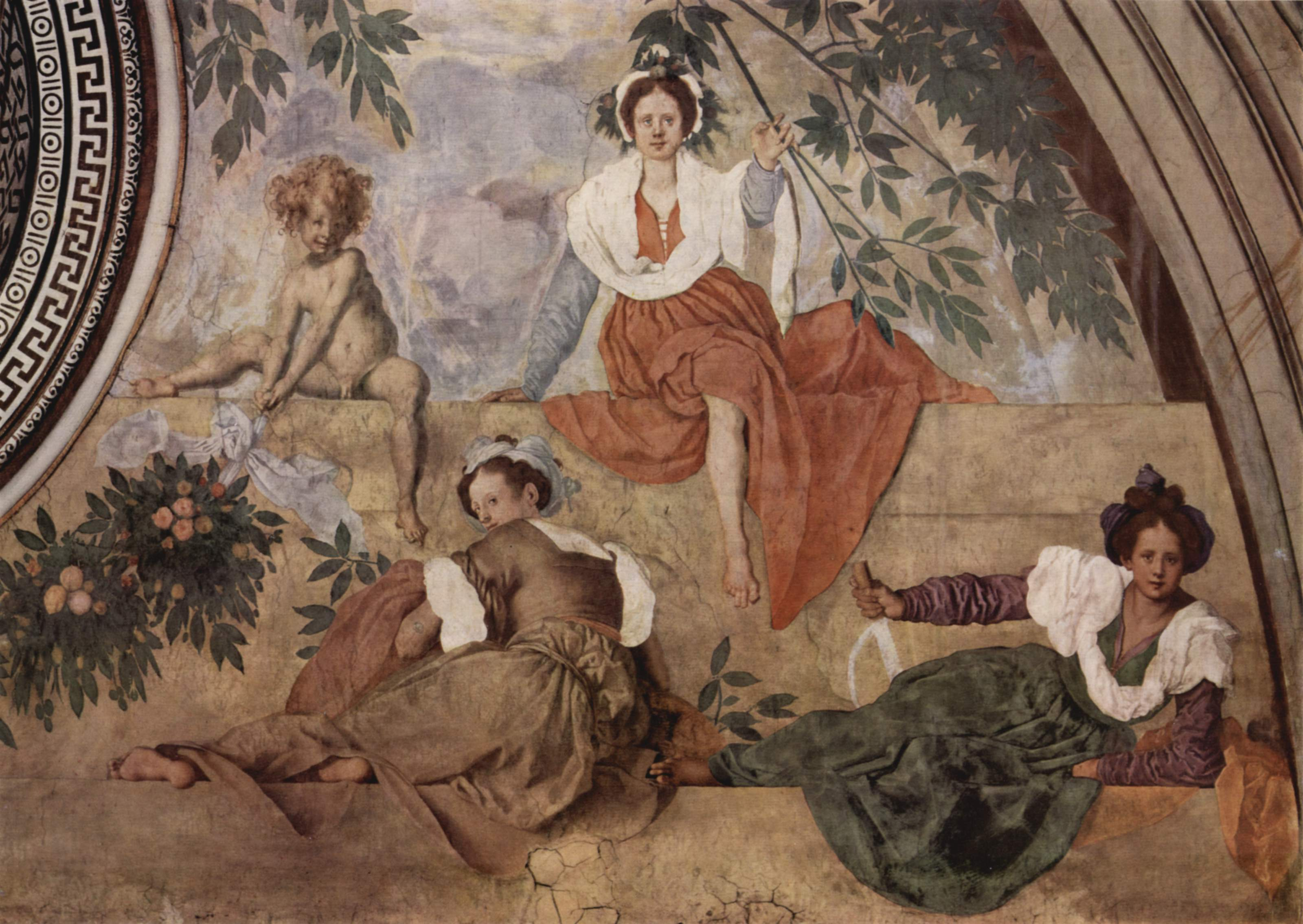
Времена года. Деталь росписи
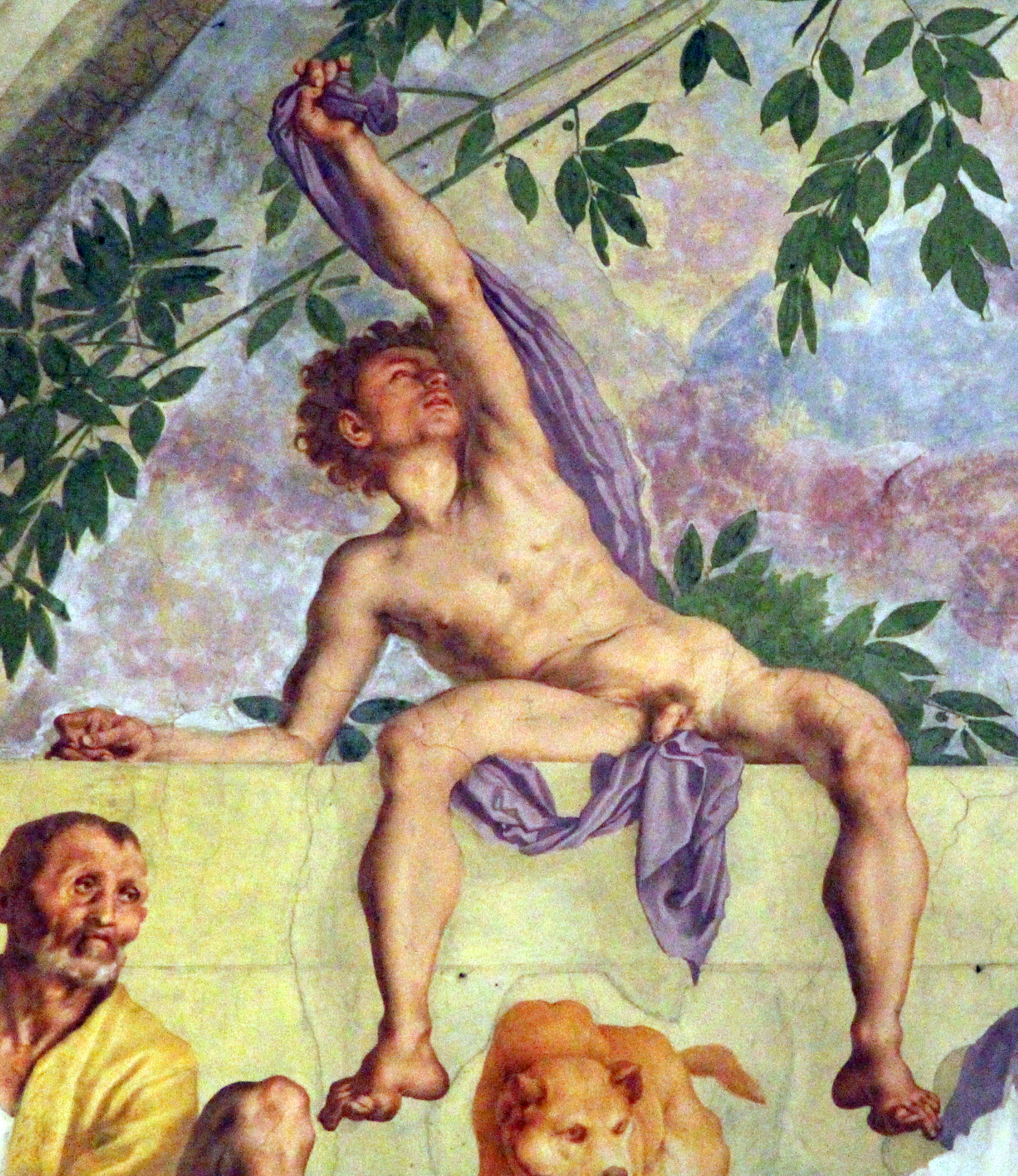
Деталь росписи
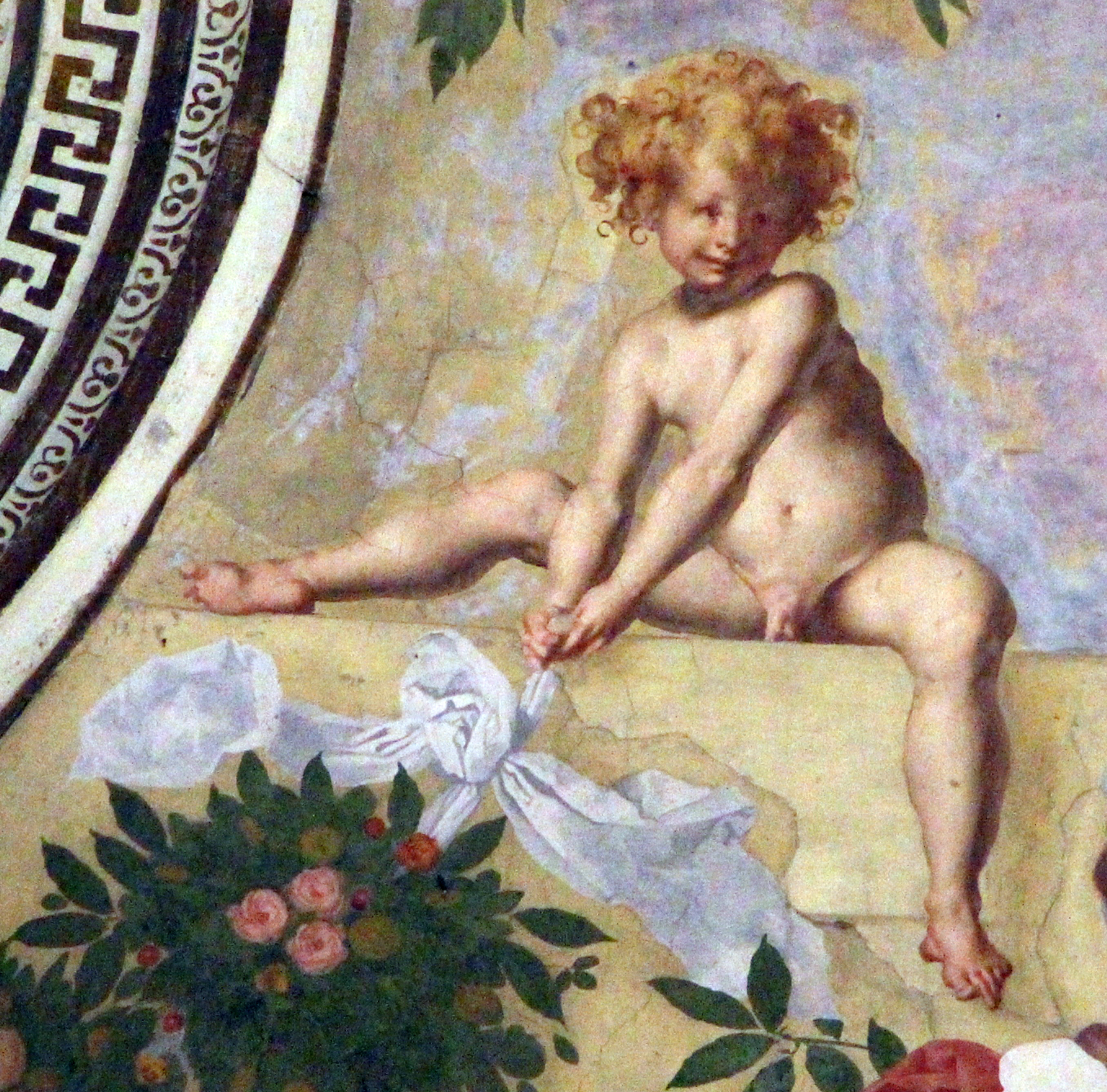
Деталь росписи
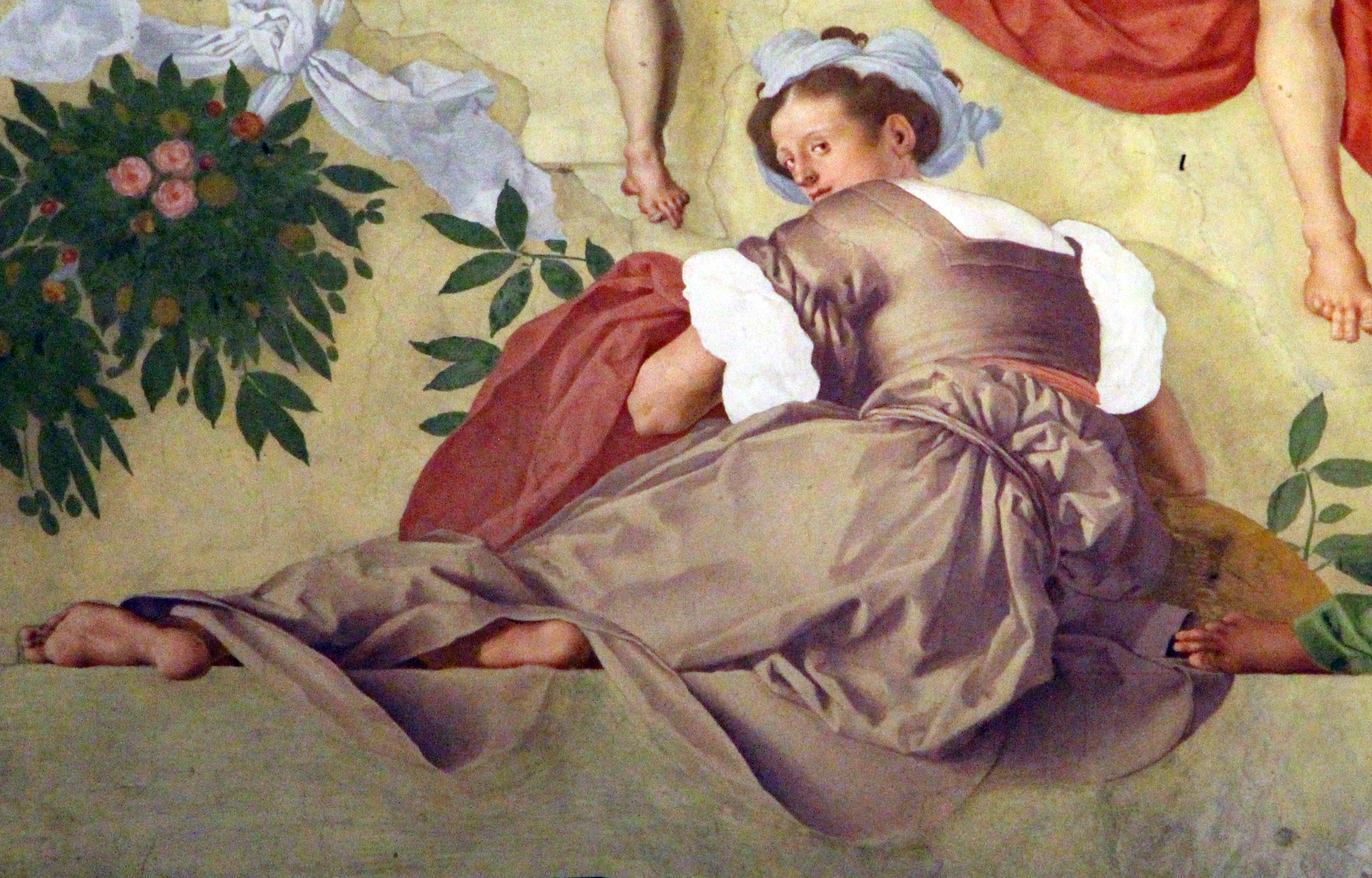
Деталь росписи
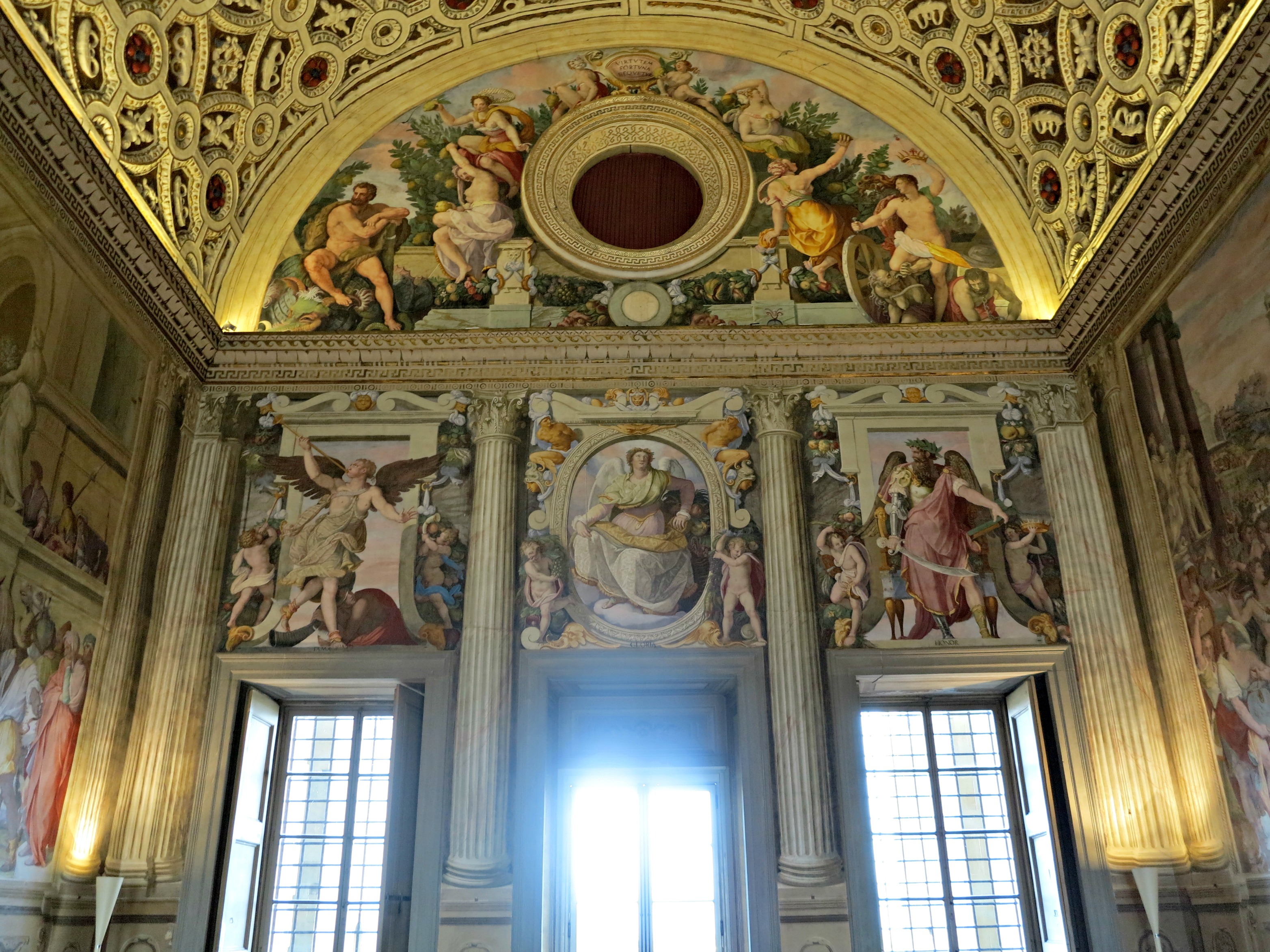
А. Аллори. Добродетели семьи Медичи. 1578—1582. Салон Льва X. Фреска
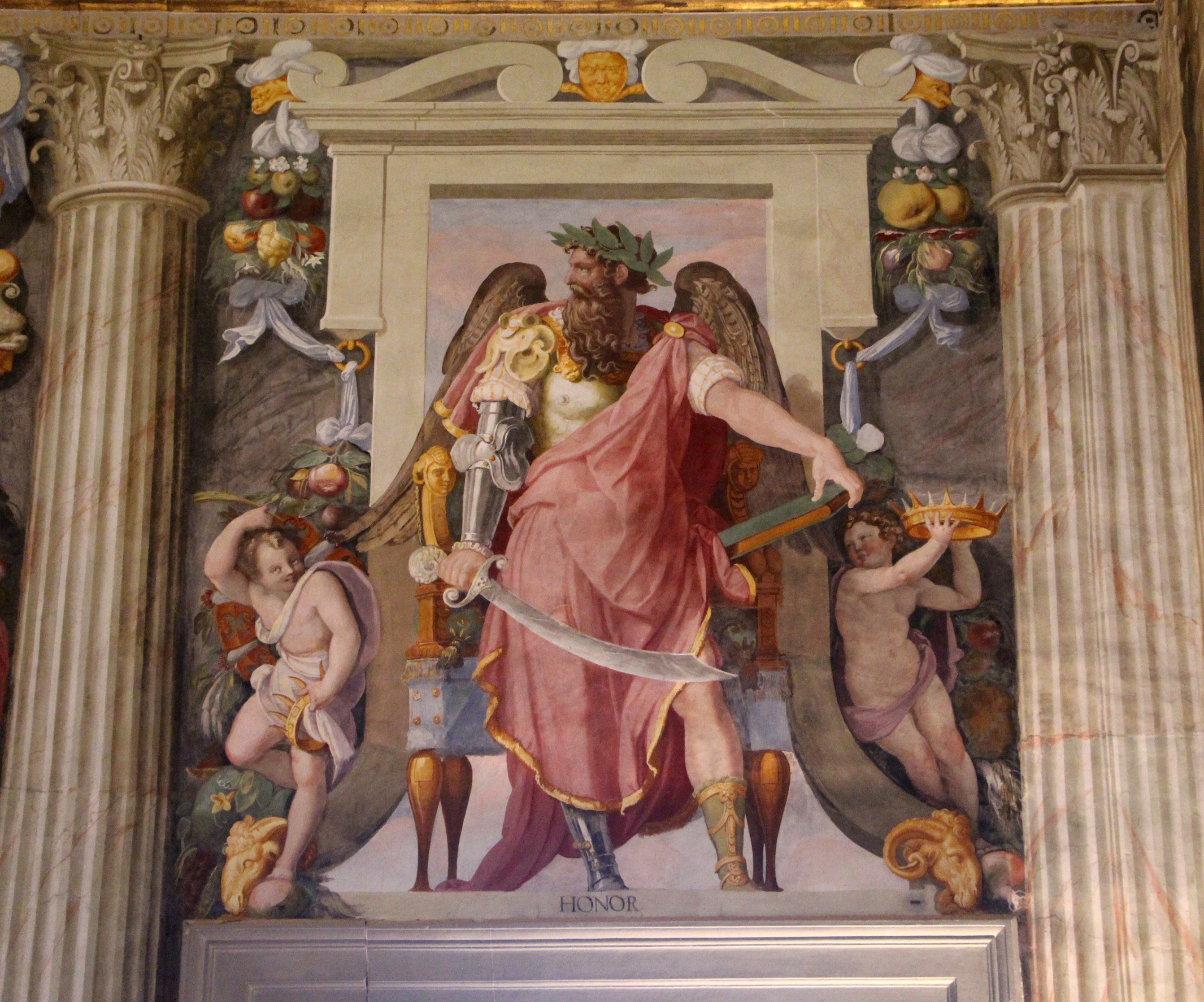
A. Аллори. Деталь росписей Салона Льва X
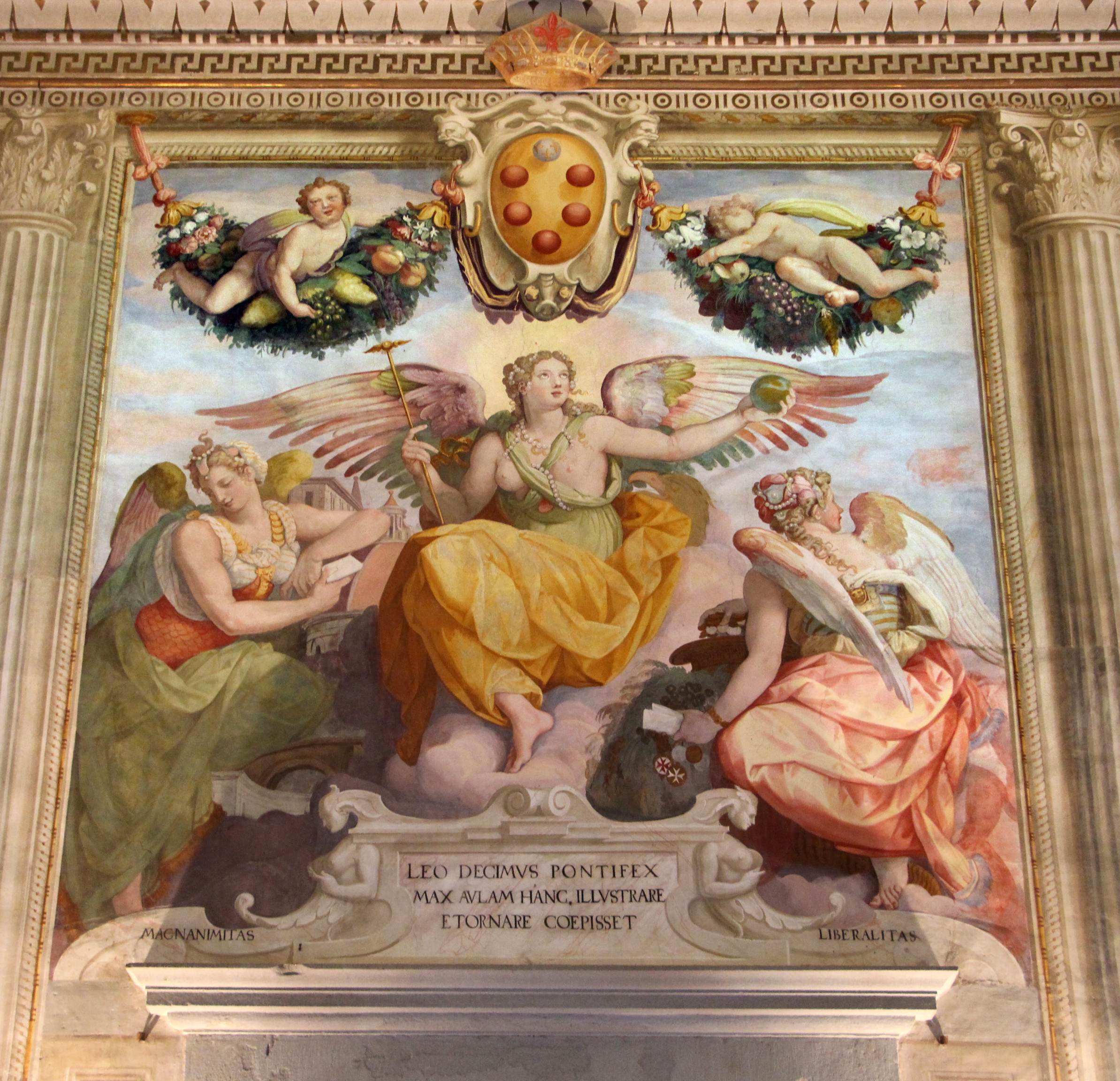
A. Аллори. Деталь росписей Салона Льва X